# Erhardt Berndt
Karl Ewald Erhardt Berndt, auch Erhard Berndt (* 8. Mai 1900 in Dresden; † nach 1954) war ein deutscher Agrarwissenschaftler.

## Leben
Erhardt Berndt war der Sohn eines Kaufmanns. Er erhielt 1918 das Reifezeugnis und arbeitete danach kurzzeitig in der Landwirtschaft. Ab Juni 1918 nahm er als Soldat am Ersten Weltkrieg teil. Nach seiner Rückkehr beendete er die landwirtschaftliche Lehre. Ab 1920 absolvierte er ein landwirtschaftliches Studium an den Universitäten Hohenheim, Göttingen und Leipzig. Von der Universität Leipzig wurde er 1925 mit einer Dissertation unter dem Titel Studien in der Deutschen-Fleischwollschaft-Stammschäferei unter besonderer Berücksichtigung verschiedener Leistungsfaktoren zum Dr. phil. promoviert.
Nach der Promotion wirkte Berndt als Assistent beim Rasseschafstall an der Universität. Danach ging er in dieser Position an das Institut für Tierzucht. 1929 habilitierte ihn schließlich die Universität durch seine Schrift Chemisch-Physikalische Blutuntersuchungen, ihr Wert für die Beurteilung der Konstitution und Leistungsfähigkeit, und ein Beitrag zur Blutgruppenbestimmung zum Zwecke des Individualitätsnachweises (Nach experimentellen Untersuchungen am Rinde). Anschließend dozierte er an der Universität die Landwirtschaft, ferner wurde er als Geschäftsführer des Milchversorgungsverbandes Leipzig beziehungsweise des Milchwirtschaftsverbandes Sachsen eingesetzt.
Berndt trat zum 1. Dezember 1930 der NSDAP bei (Mitgliedsnummer 381.638), auch arbeitete er bei der kulturpolitischen Abteilung der Kreisleitung der NSDAP. Berndt gehörte ab 1933 auch der SA an. 1933/34 fungierte er ferner als Referent für Milchwirtschaft im agrarpolitischen Amt Sachsener Gauleitung, nachdem er ab 1932 auch für Rassefragen zuständig war. Zusammen mit Arthur Golf überreichte er 1933 die Schrift Vorschläge zur Durchführung eines Agrarpolitischen Programms zum Wiederaufbau der Landwirtschaftlichen Veredelungswirtschaft mit dem Ziele der Sicherstellung der Volksernährung aus deutscher Scholle an Adolf Hitler. In diesem Jahr wurde er auch Leiter der Leipziger Vereinigung der Nicht-Ordinarien. Im November 1933 unterzeichnete er das Bekenntnis der deutschen Professoren zu Adolf Hitler.
Im Februar 1934 ging Berndt als Gastprofessor an die Universität Lettlands in Riga. Im Sommer 1936 wurde er als nichtplanmäßiger außerordentlicher Professor an die Universität Leipzig berufen. Daneben war er 1936/1937 Lehrstuhlvertreter für Tierzucht an der Universität Halle. Seit 1938 wirkte er auch als ordentlicher Professor an der Universität Riga bis 1939 und ab dem nächsten Jahr an der Universität Sofia. Dort wirkte er bis 1942, wobei er auch Beirat des deutschen wissenschaftlichen Instituts zur Erforschung der Tierzucht und Milchwirtschaft war.
Nach 1942 war Berndt Oberkriegsverwaltungsrat beim Wirtschaftsstab Ost. Nach 1945 wird er noch als Hallischer Privatgelehrter erwähnt.

## Schriften
- Chemisch-physikalische Blutuntersuchungen, ihr Wert für die Beurteilung der Konstitution und Leistungsfähigkeit, und ein Beitrag zur Blutgruppenbestimmung zum Zwecke des Individualitätsnachweises. Nach experimentellen Untersuchungen am Rinde (Berlin 1929)
- Die Milch, ihre Bedeutung, Untersuchung, Behandlung und Verwertung (Leipzig 1930)
- Die neuesten Forschungen auf dem Gebiete der Schweinleistungsprüfung, ihre betriebs- und volkswirtschaftliche Bedeutung (Leipzig 1930)
- Schweinezucht und Schweinekrankheiten (Leipzig 1930)